# Thainetes
Thainetes là một chi nhện trong họ Linyphiidae.